# Доктор Дулітл (фільм, 1998)
Доктор Дулітл (англ. Dr. Dolittle) — американський сімейний комедійний фільм 1998 року режисера Бетті Томас. Ремейк однойменного музичного фільму 1967 року.

## Сюжет
Маленький Джон Дуліттл в дитинстві розмовляв з тваринами, але його відучив від цього суворий батько. Через роки, коли у Джона з'явилася дружина та дві доньки, він випадково збив собаку. Після цього в ньому знову прокинувся неймовірний дар.
Чутки про лікаря, який розуміє мову тварин швидко поширюються серед мешканців лісу. До Дуліттла стоїть черга як з диких, так і з домашніх тварин. Втім, коли люди дізнаються, що Джон говорить до тварин, його запроторюють до психіатричної лікарні.

## У ролях
- Едді Мерфі — доктор Джон Дуліттл
- Оссі Девіс — дідусь Арчер Дуліттл
- Олівер Платт — Марк Веллер
- Пітер Бойл — Келловей
- Річард Шифф — доктор Джин «Джино» Райс
- Крістен Вілсон — Ліза Дуліттл
- Джефрі Тембор — доктор Фіш
- Кайла Претт — Майя Дуліттл
- Кристал — п'яна мавпа

### Голосовий акторський склад
- Норм Макдональд — собака Лакі
- Кріс Рок — морська свинка Родні
- Ройс Д. Епплгейт — собака
- Альберт Брукс — тигр Джейкоб
- Гамільтон Камп — свиня
- Еллен Дедженерес — собака в пролозі
- Джефф Дусетт — опосум
- Браян Дойл-Мюррей — старий бігль
- Дженна Ельфман — сова
- Едді Фрірсон — скунс
- Рені Сантоні — щур
- Джон Легвізамо — щур
- Гаррі Шендлінг — голуб
- Джулія Кавнер — голубка
- Пол Рубенс — єнот
- Філліс Кац — коза